# مدينه الملاهي (فلم)
مدينة الملاهي هو فلم سينمائي سعودي صدر عام 2020 من إخراج وائل أبو منصور وعُرض للمرة الأولى في مهرجان البحر الأحمر السينمائي الدولي.

## ملخص
يتناول الفلم قصة زوجين سعوديين ينطلقان في رحلة مجهولة، فتتعطل وسيلة نقلهم في الصحراء ويضطرا لمواجه تحدي اكتشاف ذاتهم.

## طاقم التمثيل
- نايف الظفيري بدور مسعود.
- ندى المجددي بدور سلمى.
- سارة طيبة.
- عبدالإله القرشي.
- حسن التواتي.
- إسماعيل الحسن.
- حمد المطاني.
- كريم طارق.
- علي العطاس.
- محمد سلامة.
- وائل غبيش.

## روابط خارجية
- الفلم على موقع imdb.